# Classe Júpiter
La classe Júpiter de vaixells minadors fou una classe de vaixell formada per un grup de quatre vaixells de l'Armada de la República Espanyola (Marte, Neptuno, Júpiter i Vulcano). Tres d'ells entraren en servei durant la Guerra Civil espanyola després d'unir-se al costat dels rebels.

## La Guerra Civil 1936-1939
Els vaixells minadors varen ser enviats pel Govern de la República a les drassanes de Societat Espanyola de Construcció Naval (SECN) al Ferrol el 1935, un any abans del començament de la Guerra Civil. Els primers tres vaixells d'aquesta classe varen ser capturats pels insurgents i incorporats a la flota dels rebels. La primera missió va ser el bloqueig de Bilbao. Degut a la manca de destructors en la flota insurrecta, i el potencial del seu armament, la missió principal d'aquests vaixells confiscats no era dipositar mines, sinó presentar batalla a les unitats governamentals en combat obert, malgrat la seva velocitat baixa.

## Júpiter
Juntament amb els Vulcano, els classe Júpiter eren un dels participants principals en el bloqueig contra la navegació internacional als ports de Biscaia, on participaven en la captura d'uns quants vaixells de mercaderies, especialment els britànics Candleston Castle, el Dover Abbey i el Yorkbrook, el francès Cens i un cert nombre de vaixells de pesca per arrossegament de l'Armada Auxiliar Basca durant la segona meitat de 1937[3].  També va estendre quatre camps de mines davant de Santander i de Gijón, des d'abril fins al juliol de 1937. El cuirassat España dels rebels va quedar fora de servei el 30 d'abril després de xocar per accident amb una de les seves pròpies mines davant Santander. Va haver-hi només quatre víctimes entre la tripulació de l'España.
El 17 de juliol, patrullant davant Gijón, el Júpiter va capturar dos vaixells de càrrega britànics que estaven intentant travessar el bloqueig. Un d'ells, el Sarastone, va arribar a port malgrat el tiroteig que li queia damunt. L'altre vaixell de vapor, Candleston Castle, s'aturà quan el vaixell minador va disparar dos trets. El vaixell de transport va ser lliurat pel Júpiter al creuer auxiliar Ciudad de Palma, que va escortar el transport capturat fins a Ferrol[4][5]. El cuirassat britànic HMS Royal Oak i el destructor HMS Basilisk varen fer un intent, infructuós, des del port francès de Sant Joan Lohitzune per trencar el bloqueig.
El Júpiter es va enfrontar amb el destructor Císcar de l'Armada Auxiliar basca el 10 d'agost davant Gijón. Ocasionalment proporcionava foc de suport per a les tropes rebels de terra[3]. El 24 d'agost de 1937, després de la caiguda del port de Santoña, el Júpiter junt amb unes altres unitats navals va ser requerit per a anar a Bilbao a vigilar el vaixell de vapor britànic Seven Seas Spray, pres en custòdia per les tropes nacionalistes mentre intentava evacuar tropes basques com a part del desafortunat Pacte de Santoña entre el Corpo Truppe Volontarie italià i el Partit Nacionalista Basc[9].

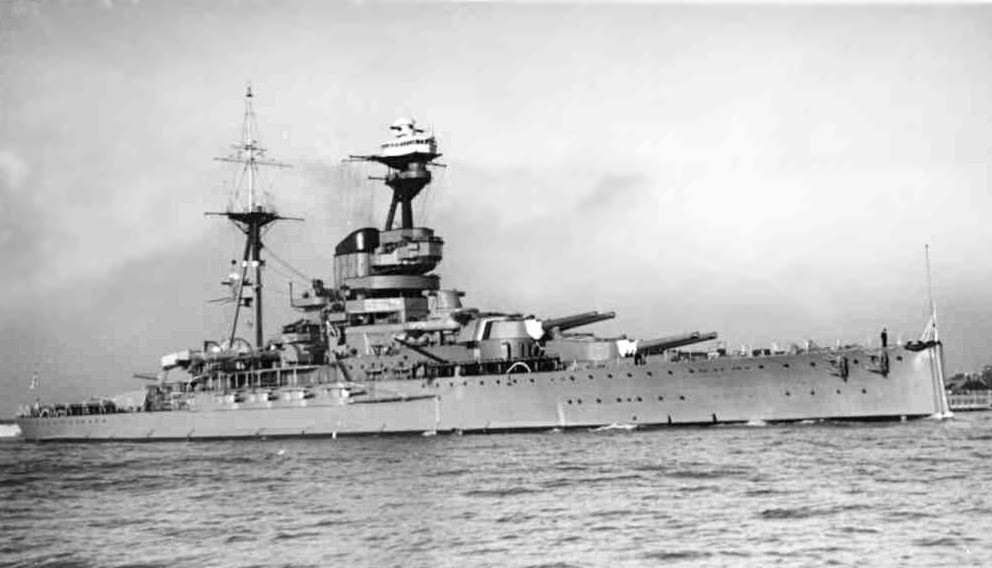
Cuirassat HMS Resolution

El 5 d'octubre, mentre estava escortant els vaixells de càrrega embargats Dover Abbey i Yorkbrook a Ribadeo, el Dover Abbey va enviar un missatge d'ajuda al HMS Resolution, donant la posició i rumb del comboi i afirmant que la seva captura havia tingut lloc a fora de les aigües jurisdiccionals. De fet, varen ser capturats per vaixells pesquers de ròssec armats a 2 milles nàutiques (3,7 km) fora de la costa, però dins dels límits marítims espanyols. El Júpiter avançà al cuirassat britànic i el comboi arribava a destinació sense incidents[10].
Com a mínim cinc vaixells menors que portaven refugiats i soldats de l'exèrcit Republicà varen ser capturats pel minador després de la caiguda dels darrers reductes del govern al Nord d'Espanya a finals d'octubre.
El dia de Nadal de 1937 el Júpiter bombardejava el port de Borriana, prop de Castelló, on el vaixell de càrrega britànic Bramhill era ancorat. El vaixell va ser tocat per unes quantes rondes, especialment a la proa, i va haver de retirar-se a Marsella per reparacions.
Cap al final de la guerra donava suport al desembarcament d'una divisió d'Infanteria a Mahó, Menorca, després de la rendició Republicana d'aquesta illa, el 9 de febrer de 1939[15]  juntament amb el creuer auxiliar Mar Negro. Era una de les unitats implicades en el bloqueig d'Alacant, on milers de refugiats es reunien per fugir d'Espanya quan la victòria de Franco era ja propera. El vaixell Marte, en servei des d'uns quants mesos abans, participava en un dels últims incidents marítims internacionals de la guerra el dia 19 de març de 1939, quan impedia al vaixell de vapor britànic Stanbrook entrar al port d'Alacant. El vaixell, contractat pel govern Republicà, havia de tornar a Oràn, Algèria[16][17].  El Stanbrook finalment arribava al port espanyol el 27 de març,[18][19]  després que el costat nacionalista mostrés una mica d'indulgència cap a l'evacuació de refugiats a canvi del reconeixement britànic de la legitimitat de Franco. Dos dies més tard, el Stanbrook marxava d'Alacant cap a Orà, ple amb unes 2.000 persones com a mínim. El Stanbrook va ser un dels últims vaixells que entrava o sortia de l'Espanya republicana. El seu patró gal·lès, el capità Archibald Dickson, mort més tard a l'enfonsament del seu vaixell en la Segona Guerra Mundial, és recordat avui com a heroi a Alacant.
Després d'acabar la Guerra Civil espanyola, a desembre de 1940, el Júpiter feia una clandestina missió de reconeixement militar al voltant de Gibraltar. L'objectiu era recollir informació sobre les fortificacions britàniques i les defenses com a primer pas de l'Operació Fèlix prevista[21]. 

## Vulcano
El Vulcano bloquejava temporalment l'entrada al port de Gijón als vaixells britànics de transport Stanray i Stangrove. Al final de la guerra en el del nord va unir-se a un esquadró naval que va fer retrocedir els vapors Hillfern, Bramhill, Stanhill i Stanleigh davant del Cap de Penyas, prenent també uns quants vaixells republicans petits plens de refugiats. Durant aquest període va disparar, sense èxit, contra el vaixell britànic Thorpebay quan aquest vapor va entrar al port d'El Musel. Entre 1937 i 1939 el Vulcano va ser actiu a la Mediterrània, on va ser part de la flota rebel que bombardejà Castelló, Borriana i Vinaròs el Dia de Nadal de 1937. Va tenir un paper clau, juntament amb els seus vaixells germans, transportant tropes després que l'exèrcit de Franco aconseguí arribar a la costa entre València i Barcelona l'abril de 1938.
El 17 d'octubre de 1938, va capturar el vaixell de càrrega soviètic Katayama, de 3.200 tones. També va jugar una funció secundària en la captura del vaixell de càrrega grec Victoria pel creuer auxiliar Mar Cantábrico i la captura del britànic Stangrove pel canoner Dato, en els mesos finals de la guerra civil. Tots aquests vaixells de transport es varen unir a la flota espanyola al final del conflicte.
Potser l'acció més famosa del Vulcano és la persecució i captura del destructor republicà José Luis Diez, de classe Churruca davant Gibraltar, en el curs d'una batalla que es va lluitar a unes distàncies tan curtes com 50 metres entre els vaixells implicats. El Diez finalment fondejava a la Badia dels Catalans, dins territori de Gibraltar, el darrer dia de 1938. El destructor va ser entregat al govern de Franco després del seu reconeixement per Gran Bretanya com l'autoritat legítima dins Espanya.
Era la unitat principal d'un desembarcament que va ser avortat a Cartagena el 7 de març de 1939, després de la retirada de la flota republicana de les seves bases i el seu internament a Bizerta (Tunísia). L'operació va ser organitzada en la creença que els republicans anticomunistes havien agafat el port quan l'armada del govern va partir. Tanmateix, les forces lleials al govern van recuperar el control de les bateries costaneres al voltant del port. Tots els vaixells van rebre l'ordre d'avortar l'operació, però dos transports, el Castillo de Olite i el Castillo Peñafiel, sense la radio en funcionament, varen continuar cap a Cartagena. Anteriors eren els vaixells de vapor soviètics Postishev i Smidovich, de 3.545 i 2.485 Tones respectivament, els quals havien estat agafats pels nacionalistes a alta mar. El Castillo de Olite va ser enfonsat per una bateria de 381 mm prop dels molls, amb una pèrdua de gairebé 1.500 vides. Mentrestant, el Castillo Peñafiel va tenir una escapada sent perseguit per un avió republicà. En una carta al General Franco, l'Almirall Francisco Moreno va culpar al comandant del Vulcano pel seu fracàs d'impedir la sortida del transport, tal com ell ho havia ordenat. El Vulcano aparentment va donar llum verda als transports després de rebre ordres contradictòries de com procedir.
Juntament amb el creuer Canarias, Vulcano va desembarcar dos batallons d'infanteria a Alacant el 31 de març, el dia anterior al final oficial d'hostilitats.

## Reconstrucció
Dels quatre vaixells, únicament el Júpiter i el Vulcano varen participar en un programa de modernització després dels acords entre Espanya i els Estats Units en els anys 1950, i foren reclassificats com fragates. Els treballs de modernització varen ser fets a Cartagena de 1958 a 1961. Les armes antisubmarines i antiaèries van ser actualitzades per afegir canons llença-càrregues múltiples de profunditat i canons Bofors de 40 mm. Les unitats eren també equipades amb radar. Totes dues unides es varen sumar a l'esquadró de fragates juntament amb les unitats de la classe del primer Pizarro. Júpiter va ser eliminat de la llista d'Armada el 23 de novembre de 1974, i el Vulcano va ser utilitzat com a vaixell magatzem des del 12 de març de 1977 fins al seu final el 30 d'abril de 1978, sent el darrer vaixell de guerra en ser tret de servei dels qui varen participar en la Guerra Civil. Marte i Neptuno no varen ser modificats fins al seu final el 1971 i el 1972 respectivament.